# Penisola Whittle
La penisola Whittle è una penisola lunga circa 9 km situata sulla costa occidentale della Terra di Graham, in Antartide. Situata in particolare all'estremità settentrionale della costa di Davis, la penisola, all'estremità di cui si trovano capo Kater, a ovest, e punta Radibosh, a est, costituisce il lato occidentale della baia di Charcot, che separa dalla baia di Jordanoff, e alla sua estremità meridionale, laddove si unisce alla terraferma, è presente il termine del ghiacciaio Sabine.

## Storia
Avvistata durante la spedizione di ricerca britannica svolta nel 1828-31 e comandata da Henry Foster, la penisola di Whittle fu cartografata più in dettaglio nel dicembre 1902, nel corso della spedizione Nordenskjöld-Larsen, svoltasi dal 1901 al 1904 e condotta da Otto Nordenskjöld. Infine essa fu così battezzata nel 1977 dal comitato britannico per i toponimi antartici in onore di Sir Frank Whittle, ingegnere e aviatore britannico, pioniere della propulsione aerea a reazione.